# Tmesisternus parasulcatus
Tmesisternus parasulcatus là một loài bọ cánh cứng trong họ Cerambycidae.